# بنیزو
بنیزو (به فرانسوی: Bagnizeau) یک کمون (فرانسه) در فرانسه است که در شرانت-ماریتیم واقع شده‌است. بنیزو ۹٫۶۳ کیلومتر مربع مساحت دارد ۴۹ متر بالاتر از سطح دریا واقع شده‌است.